# Марано сул Панаро
Мара̀но сул Пана̀ро (на италиански: Marano sul Panaro, на местен диалект Marân, Маран) е малко градче и община в Северна Италия, провинция Модена, регион Емилия-Романя. Разположено е на 162 m надморска височина. Населението на общината е 15 777 души (към 2012 г.).